# Liebenau (Hessen)
Liebenau is een gemeente in de Duitse deelstaat Hessen, gelegen in het district Kassel.
Liebenau telt 2.977 inwoners.
Ahnatal · Bad Emstal · Bad Karlshafen · Baunatal · Breuna · Calden · Espenau · Fuldabrück · Fuldatal · Grebenstein · Habichtswald · Helsa · Hofgeismar · Immenhausen · Kaufungen · Liebenau · Lohfelden · Naumburg · Nieste ·  Niestetal ·  Reinhardshagen · Schauenburg · Söhrewald · Trendelburg · Vellmar · Wesertal · Wolfhagen · Zierenberg